# Cimarrones de Sonora
Los Cimarrones de Sonora Fútbol Club es un equipo de fútbol profesional mexicano que participa en la Serie A de la Segunda División de México. Tiene como sede la ciudad de Hermosillo, Sonora. Juega sus partidos de local en el Estadio Héroe de Nacozari.

## Historia
Los Cimarrones de Sonora nacieron el año 2013, cuando los "Rayos" del Poblado Miguel Alemán FC lograron el campeonato de la Tercera División de México y concretaron así su ascenso a la Segunda División. Tras el ascenso a segunda y teniendo como meta llegar a la Liga de Ascenso de México, empresarios, políticos y patronatos de origen hermosillense, encabezados por Edmundo Ruiz Gómez, adquirieron la franquicia en su totalidad, ya que esta contaba con un convenio con el Club Necaxa.
Tras suceder esto, la Federación Mexicana de Fútbol Asociación le comunicó a los empresarios que la franquicia no tenía la aprobación para participar en la comisaría Miguel Alemán, ya que no contaba con los requerimientos mínimos de infraestructura, hotelería, transporte, etc. Fue entonces cuando los directivos decidieron trasladar la franquicia a Hermosillo, cambiando el nombre del club a "Cimarrones de Sonora" y teniendo como técnico a Enrique Ferreira.
Fue así como el 10 de agosto el equipo jugó su primer partido en la Segunda División ante las Águilas Reales de Zacatecas, el cual terminó con el marcador empatado a cero goles. El 30 de agosto se registró la primera victoria al derrotar 2-1 a los Vaqueros de Ameca. Como resultado de su primer torneo, el Apertura 2013, el equipo terminó en la posición 17 de la tabla general. El siguiente torneo acabó de nuevo en la posición 17.
En el Torneo Apertura 2014 con Ángel Monares como técnico, el equipo mejoró significativamente. Terminó como líder del Grupo 1 de la Liga Premier y 4.º lugar general de la Segunda División. Cimarrones disputó la final contra la Universidad Autónoma del Estado de México. En el juego de ida Cimarrones salió vencedor 1-0 ante un estadio Héctor Espino a su máxima capacidad, sin embargo, en el partido de vuelta los Potros UAEM vencieron a los sonorenses en el estadio Alberto "Chivo" Córdoba por marcador de 2-0 en tiempos extras, terminando los Cimarrones como subcampeones del torneo.
En el Clausura 2015 se cambió nuevamente de técnico y llegó Jorge Humberto Torres. El equipo terminó en la cuarta posición de la tabla general y fueron eliminados en semifinales por los Loros de la Universidad de Colima.

### Liga de Ascenso
El 29 de mayo de 2015, tras anunciarse la expansión de la Liga de Ascenso, se anunció que los "Cimarrones" jugarían a partir del segundo semestre del año, en la división de plata. Asimismo en torneo apertura 2016 clasificaron por primera vez a la liguilla en séptimo lugar, jugando contra Mineros de Zacatecas, empatando en el global 4-4, pero por goles de visita, clasificó Mineros.
En el Torneo Apertura 2018 el Rebaño de la Montaña clasificó a la Liguilla de Ascenso situándose en el cuarto lugar de la tabla general, pero fueron eliminados por el Atlético San Luis en cuartos de final, luego de que el partido de ida, jugado en el Estadio Alfonso Lastras quedara 0-0, al jugarse el partido de vuelta los visitantes se llevaron la victoria, quedando el marcador 3-1. Esto ha sido lo más lejos que ha llegado el cuadro sonorense en su estancia en el circuito de plata del fútbol mexicano.
Para el Torneo Clausura 2017, los Cimarrones jugaban por primera vez desde su fundación la Copa MX, situándose en el grupo 1 junto a Club Xoloitzcuintles y Correcaminos de la UAT. Para el Torneo Apertura 2017 , los Cimarrones de Sonora jugaron en el Grupo 8 de la Copa MX junto a Club de Fútbol Pachuca y Querétaro. En la edición del Clausura 2019 quedó en el grupo 8 con el Club Guadalajara de Primera División y Cafetaleros de Tapachula de Liga de Ascenso.

### Liga de Expansión
Después de la cancelación del Torneo Clausura 2020, la Federación Mexicana de Fútbol y la Liga MX decidieron desaparecer la categoría de ascenso por la inestabilidad económica que presentaban los equipos. Es así que para el  Torneo Apertura 2020 nace la nueva Liga de Expansión MX.
El martes 18 de agosto de 2020 se ofició por primera vez un encuentro de la nueva Liga, enfrentándose en el Estadio Akron de la ciudad de Zapopan el Club Deportivo Tapatío y Cimarrones de Sonora FC. El resultado del encuentro fue de 2-0 a favor del equipo sonorense, convirtiéndose así en el primer club en ganar un partido en la historia de la Liga de Expansión MX.A lo largo de su andadura en la Liga de Expansión el equipo se convirtió en un habitual de las liguillas, llegando a ser subcampeón en el Torneo Clausura 2022 en donde fueron derrotados por el Atlético Morelia.
Aunque el equipo funcionaba en el plano deportivo, no lograba atraer suficiente apoyo por parte de la afición, por lo que al finalizar el Torneo Clausura 2024 la directiva decidió poner en venta el certificado de afiliación del club en la Liga de Expansión por las pocas ganancias que generaba, sin embargo la continuidad de los Cimarrones fue asegurada a través de los equipos representativos que el club mantiene en la Liga Premier - Serie A y en la Liga TDP. En el mes de junio la franquicia de Cimarrones en la Liga de Expansión fue adquirida por empresarios chiapanecos con el objetivo de recuperar a los Jaguares de Chiapas. Finalmente, el 12 de julio la compra no recibió los votos necesarios de aprobación en la asamblea de dueños de la liga, por lo que finalmente la franquicia que había pertenecido al club Cimarrones fue congelada por la liga en espera de mejores condiciones para su operación.

## Uniformes

### Uniformes actuales
- Uniforme local: Camiseta azul marino líneas diagonales rojas y blancas, pantalón blanco detalles azul marino y medias azul marino.
- Uniforme visitante: Camiseta blanca, pantalón rojo y medias blancas.

| Primer Uniforme | Segundo Uniforme |

### Uniformes anteriores
| Uniformes Anteriores | Uniformes Anteriores | Uniformes Anteriores | Uniformes Anteriores | Uniformes Anteriores | Uniformes Anteriores | Uniformes Anteriores | Uniformes Anteriores | Uniformes Anteriores | Uniformes Anteriores | Uniformes Anteriores | Uniformes Anteriores |
| -------------------- | -------------------- | -------------------- | -------------------- | -------------------- | -------------------- | -------------------- | -------------------- | -------------------- | -------------------- | -------------------- | -------------------- |
| 2021-2022            |                      |                      |                      |                      |                      |                      |                      |                      |                      |                      |                      |
| Primer Uniforme      | Segundo Uniforme     |                      |                      |                      |                      |                      |                      |                      |                      |                      |                      |
| 2020-2021            |                      |                      |                      |                      |                      |                      |                      |                      |                      |                      |                      |
| Primer Uniforme      | Segundo Uniforme     | Uniforme Alternativo |                      |                      |                      |                      |                      |                      |                      |                      |                      |
| 2019-2020            |                      |                      |                      |                      |                      |                      |                      |                      |                      |                      |                      |
| Primer Uniforme      | Segundo Uniforme     | Uniforme Alternativo |                      |                      |                      |                      |                      |                      |                      |                      |                      |
| 2018-2019            |                      |                      |                      |                      |                      |                      |                      |                      |                      |                      |                      |
| Primer Uniforme      | Segundo Uniforme     | Uniforme Alternativo |                      |                      |                      |                      |                      |                      |                      |                      |                      |
| 2017-2018            |                      |                      |                      |                      |                      |                      |                      |                      |                      |                      |                      |
| Primer Uniforme      | Segundo Uniforme     |                      |                      |                      |                      |                      |                      |                      |                      |                      |                      |
| 2016-2017            |                      |                      |                      |                      |                      |                      |                      |                      |                      |                      |                      |
| Primer Uniforme      | Segundo Uniforme     | Tercer Uniforme      |                      |                      |                      |                      |                      |                      |                      |                      |                      |
| 2015-2016            |                      |                      |                      |                      |                      |                      |                      |                      |                      |                      |                      |
| Primer Uniforme      | Segundo Uniforme     | Tercer Uniforme      |                      |                      |                      |                      |                      |                      |                      |                      |                      |

## Estadio
El equipo disputó sus primeros partidos en el Estadio Sonora durante su primer torneo en la Segunda División. A media temporada el equipo se tuvo que mudar al Estadio Héctor Espino, debido a que los Naranjeros de Hermosillo, el equipo de béisbol de la ciudad, estaba en proceso de mudarse al Estadio Sonora.
A partir del primer semestre del 2016 el equipo se trasladó al Héroe de Nacozari tras acabar la remodelación de este.

## Temporadas
Franquicia Poblado Miguel Alemán FC
| Temporada                  | División               | Posición                                     | Copa         |
| -------------------------- | ---------------------- | -------------------------------------------- | ------------ |
| 2012-13                    | 4.Tercera División     | 1° de 11° (Grupo XIII) (Campeón)             | No           |
| Apertura 2013              | 3.Segunda LPA          | 17° de 31° (Grupo 1: 10° de 16°)             | No           |
| Clausura 2014              | 3.Segunda LPA          | 17° de 31° (Grupo 1: 9° de 16°)              | No           |
| Apertura 2014              | 3.Segunda LPA          | 4° de 27° (Grupo 1: 1° de 13°) (Subcampeón)  | No           |
| Clausura 2015              | 3.Segunda LPA          | 4° de 27° (Grupo 1: 4° de 13°) (Semifinales) | No           |
| Apertura 2015              | 2.Ascenso MX           | 16° de 16°                                   | No           |
| Clausura 2016              | 2.Ascenso MX           | 16° de 16°                                   | No           |
| Apertura 2016              | 2.Ascenso MX           | 7° de 18° (Cuartos)                          | No           |
| Clausura 2017              | 2.Ascenso MX           | 8° de 18° (Cuartos)                          | Grupos       |
| Apertura 2017              | 2.Ascenso MX           | 9° de 16°                                    | Grupos       |
| Clausura 2018              | 2.Ascenso MX           | 15° de 16°                                   | Grupos       |
| Apertura 2018              | 2.Ascenso MX           | 4° de 15° (Cuartos)                          | No           |
| Clausura 2019              | 2.Ascenso MX           | 4° de 15° (Cuartos)                          | Grupos       |
| Apertura 2019              | 2.Ascenso MX           | 10° de 14°                                   | Grupos       |
| Clausura 2020              | 2.Ascenso MX           | 9° de 12° (Torneo cancelado)                 | Grupos       |
| Guard1anes 2020            | 2.Liga de Expansión MX | 3° de 16° (Reclasificación)                  | No disputada |
| Guard1anes Clausura 2021   | 2.Liga de Expansión MX | 3° de 16° (Cuartos)                          | No disputada |
| Grita México Apertura 2021 | 2.Liga de Expansión MX | 8° de 17° (Reclasificación)                  | No disputada |
| Clausura 2022              | 2.Liga de Expansión MX | 8° de 17° (Subcampeón)                       | No disputada |
| Apertura 2022              | 2.Liga de Expansión MX | 4° de 18° (Semifinales)                      | No disputada |
| Clausura 2023              | 2.Liga de Expansión MX | 6° de 18° (Cuartos)                          | No disputada |
| Apertura 2023              | 2.Liga de Expansión MX | 6° de 15° (Cuartos)                          | No disputada |
| Clausura 2024              | 2.Liga de Expansión MX | 10° de 15° (Play-In)                         | No disputada |
| Apertura 2024              | 3.Segunda Serie A      | 5° de 36° (Grupo 1: 1° de 12°) (Semifinales) | No disputada |
| Clausura 2025              | 3.Segunda Serie A      | 4° de 36° (Grupo 1: 1° de 12°) (Semifinales) | No disputada |

## Jugadores

### Altas y bajas: Apertura 2024
| Altas        | Altas    | Altas        | Altas |
| Jugador      | Posición | Procedencia  | Tipo  |
| ------------ | -------- | ------------ | ----- |
| Bandera de ? |          | Bandera de ? |       |

| Bajas               | Bajas         | Bajas                  | Bajas           |
| Jugador             | Posición      | Destino                | Tipo            |
| ------------------- | ------------- | ---------------------- | --------------- |
| Gabino Espinoza     | Portero       | Celaya FC              | Fin de contrato |
| Erubiel Castro      | Portero       | Club Santos Laguna     | Fin de préstamo |
| Harold Vázquez      | Defensa       | Atlético Morelia       | Fin de contrato |
| Salvador Manríquez  | Defensa       | Celaya FC              | Fin de contrato |
| Ernesto Monreal     | Defensa       | Celaya FC              | Fin de contrato |
| Mauricio Reyna      | Defensa       | Atlante FC             | Fin de contrato |
| Josué Reyes         | Defensa       | Dorados de Sinaloa     | Fin de contrato |
| Abraham Rodríguez   | Defensa       | Bandera de ?           | Fin de contrato |
| Fernando Monárrez   | Mediocampista | Club Tijuana           | Fin de contrato |
| Diego López         | Mediocampista | Atlético Morelia       | Fin de contrato |
| Daniel Cisneros     | Mediocampista | Correcaminos de la UAT | Fin de contrato |
| Aldo Arellano       | Mediocampista | Bandera de ?           | Fin de contrato |
| Sebastián Rodríguez | Mediocampista | Bandera de ?           | Fin de contrato |
| Francisco Acuña     | Mediocampista | Bandera de ?           | Fin de contrato |
| Duilio Tejeda       | Delantero     | Celaya FC              | Fin de contrato |
| José Peralta        | Delantero     | Dorados de Sinaloa     | Fin de contrato |
| José López          | Delantero     | Tampico Madero         | Fin de contrato |

## Campeones de Goleo
- Óscar Rai Villa: 8 goles, Liga de Expansión MX Clausura 2022
- Diego Rafael Jiménez: 12 goles, Liga de Expansión MX Apertura 2022

## Canteranos Destacados
- Óscar Rai Villa
- César Montes
- Johan Vásquez
- Alán Montes
- Jesús Alcántar

## Entrenadores
- Enrique Ferreira (2013)
- Ángel Monares (2013-2014)
- Jorge Humberto Torres (2015)
- Javier López López (2015)
- Héctor Medrano (2016)
- Juan Carlos Chávez (2016-2017)
- Mario García Covalles (2017-2018)
- Héctor Altamirano (2018)
- Isaac Morales Domínguez (2019)
- Gabriel Ernesto Pereyra (2020-2022)
- Roberto Hernández (2022-2024)
- Valentín Arredondo (2024-presente)

## Filiales
Cimarrones cuenta con dos filiales dentro de las categorías inferiores del fútbol mexicano. 

### Cimarrones de Sonora "B"
Cimarrones "B"
Conocido también como "Cimarrones TDP", es un equipo que juega en el grupo XVII de la Tercera División de México.
Durante las primeras temporadas de Cimarrones en la Liga de Ascenso, el club decidió mudar su filial de Segunda División a la ciudad de Guaymas, Sonora, naciendo "Cimarrones Guaymas". No obstante, la filial sólo duró 1 año en el puerto. 
Oficialmente, en su momento, el club tuvo derecho a ascenso, pues no era filial perteneciente a un equipo de Liga MX. Sin embargo su situación cambió, ya que a partir de la temporada 2018-19 obtuvo todas las características de una filial sin derecho a ascenso. 
Llegó a la final del torneo de filiales Apertura 2022 de la Segunda División de México, cayendo por global de 7-3 contra el Pachuca "B".
El equipo disputaba sus encuentros de local en el estadio Miguel Castro Servín, inmueble de la Universidad de Sonora, pero a partir de la jornada 13 del Torneo 2018/2019 de la Liga Premier MX cambiaron su sede al Estadio Héroe de Nacozari, igual que el primer equipo.
El día 12 de mayo de 2024 la principal filial de Cimarrones de Sonora se consagró campeón de la temporada 2023-24 de la Liga Premier MX, venciendo a Mineros de Fresnillo con global de 3-2, remontando en su casa el Estadio Héroe de Nacozari. Con este resultado, el primer equipo suma un subcampeonato de Segunda División de México y un campeonato y otro subcampeonato en la misma división pero en la categoría de filiales.
En junio de 2024 el anterior equipo "B" de Cimarrones se convirtió en la escuadra principal de la institución, por lo que el segundo equipo del club pasó a ser el que anteriormente militaba en la Liga TDP.

### Cimarrones de Sonora "C"
Conocido anteriormente como "Cimarrones TDP", fue un equipo que formaba parte del grupo XVII de la Tercera División de México.
Después de la desaparición de Poblado Miguel Alemán FC en julio de 2016, Cimarrones mudó su franquicia de Tercera División de México de la Comisaría Miguel Alemán, Bahía de Kino a la ciudad de Hermosillo. 
Llegaron a la final de la Tercera División de México en dos ocasiones, mismas que perdieron. En la Temporada 2020-21, en la categoría de equipos filiales o sin derecho a ascenso, cayeron por marcador global de 1-0 contra Dorados "C". Mientras que en la Temporada 2021-22, en la categoría de equipos filiales o sin derecho a ascenso, también cayeron pero esta vez contra el equipo de Tecos "B" por marcador global de 4-0.
El equipo formó parte del Grupo XVII de la Tercera División Mexicana. Sus encuentros los disputaba en la Unidad Deportiva "La Milla" de la Universidad de Sonora.
En la Temporada 2023-24 de la Tercera División de México, Cimarrones de Sonora “C” logró el hito de ser el líder de la clasificación general, obteniendo el primer lugar de 218 equipos.
Al ser el 1° de 218 equipos, obtuvo los siguientes números: 18 juegos jugados; 14 ganados, 4 empatados y 0 perdidos. 45 goles a favor y 13 en contra, para una diferencia de +32. Dichos datos le valieron para obtener 50 puntos y una efectividad de 2.7778%.
La histórica Temporada 2023-24 de la Tercera División de México cerró con broche de oro. El domingo 19 de mayo de 2024 se disputó el partido de vuelta de la final de filiales. En el partido de ida en el Estadio Nemesio Díez el Deportivo Toluca Fútbol Club ganó el partido por marcador de 1-0, dejando todo para el partido de vuelta. 
En el Estadio Héroe de Nacozari los “Cimarrones de Sonora TDP” vencieron a Toluca en los 90 minutos, con marcador de 2-1, llevando el encuentro a tiempos extra. Fue en el segundo tiempo extra cuando Cimarrones anotó el tercer tanto que puso el encuentro 3-1 y el marcador global 3-2. Cimarrones de Sonora TDP logró su primer título en la Tercera División de México. Con este resultado, el club sumó un campeonato y dos subcampeonatos en la tercera división pero en la categoría de filiales.
El equipo "C" de Cimarrones dejó de existir en junio de 2024 debido a los cambios estructurales del club, por lo que la escuadra de Liga TDP se convirtió en el equipo "B" del club.

### Poblado Miguel Alemán FC
Poblado Miguel Alemán FC
Contaron con el equipo Poblado Miguel Alemán FC en el Grupo XIII de la Tercera División de México, de la temporada 2013-14 a la temporada 2015-16. 
La principal función de Poblado FC fue proveer jugadores a Cimarrones, foguear a las futuras promesas del equipo astado y mantener el fútbol profesional en la Comisaría Miguel Alemán perteneciente al Municipio de Hermosillo, Sonora.
Logró un título como filial en la Tercera División. En la  Temporada 2013-14 venció en la final a Cruz Azul Dublán con global de 5-2.
El equipo disputaba sus encuentros de local en el Estadio Alejandro López Caballero de la Comisaría Miguel Alemán de Hermosillo, Sonora.

## Palmarés
| Competición nacional       | Títulos     | Subcampeonatos |
| -------------------------- | ----------- | -------------- |
| Liga de Expansión MX (0/1) |             | Clausura 2022  |
| Liga Premier Serie A (0/1) |             | Apertura 2014  |
| Tercera División (1/0)     | 2012-13 (1) |                |

1 El título lo obtuvo bajo el nombre de Poblado Miguel Alemán FC.

## Palmarés de Filiales
| Competición nacional                  | Filial                   | Títulos | Subcampeonatos   |
| ------------------------------------- | ------------------------ | ------- | ---------------- |
| Liga Premier Serie A (Filiales) (1/1) | Cimarrones de Sonora "B" | 2023-24 | Apertura 2022    |
| Tercera División (Filiales) (1/0)     | Poblado Miguel Alemán FC | 2013-14 |                  |
| Tercera División (Filiales) (1/2)     | Cimarrones de Sonora TDP | 2023-24 | 2020-21, 2021-22 |

## Datos históricos del club
- Primer partido disputado en la historia de la Liga de Expansión MX: 18 de agosto de 2020 contra Tapatío en el Estadio Akron. Marcador 2-0 favor Cimarrones.
- Mejor Ofensiva: Liga de Expansión MX Guard1anes 2020, 25 goles.
- Mejor Defensa: Liga Premier Clausura 2015, 9 goles.
- Mejor Defensa: Liga de Expansión MX Clausura 2021, 11 goles.
- Mejor Defensa: Liga de Expansión MX Clausura 2023, 11 goles.
- Mejor Defensa: Liga Premier Serie A, Clausura 2025, 9 goles.
- Premio al juego limpio: Liga de Ascenso Clausura 2016, 35 puntos.
- Premio al juego limpio: Liga de Expansión MX Apertura 2022, 45 puntos.